# Zunigini
Zunigini è una tribù di ragni appartenente alla sottofamiglia Synemosyninae della famiglia Salticidae.

## Distribuzione
I tre generi oggi noti di questa tribù sono diffusi in America centrale (rinvenuti solo a Panama) e meridionale.

## Tassonomia
A giugno 2011, gli aracnologi riconoscono tre generi appartenenti a questa tribù:
- Proctonemesia Bauab & Soares, 1978 — Brasile (2 specie)
- Simprulla Simon, 1901 — da Panamá all'Argentina (2 specie)
- Zuniga Peckham & Peckham, 1892 — da Panamá al Brasile (2 specie)